# Rostopască
Rostopasca (nume științific Chelidonium majus L.), cunoscută și sub denumirea populară de iarbă de negi sau negelariță, este o plantă erbacee ușor de recunoscut după latexul de culoare galbenă care în contact cu aerul se brunifică.
Frunzele sunt simple, alterne, nestipelate. Florile sunt actinomorfe (cu simetrie radială), bisexuate, de culoare galbenă, grupate în umbele simple. Înflorește din aprilie până în septembrie. Fructul este o capsulă.

## Arealul de răspândire
Rostopasca este comună în locuri umbroase, ruderale (în jurul așezărilor omenești), în tufărișuri, până în regiunea montană.

## Momentul recoltării
Culesul se face pe timp frumos, însorit, în zile fără ploaie (ploaia favorizează brunificarea plantei, ceea ce duce la degradarea principiilor active).
Se culege partea aeriană a plantei (tulpina, frunzele și florile), cu grijă pentru a nu dezrădăcina planta, care va da apoi alte tulpini.

## Principii active
Planta este bogată în alcaloizi.
- Chelidonina
- Homochelidonina
- Sanguinarina
- Cheleritrina
- Oxichelidonina
- Chelidimerina
- Berberina
- Coptizina
- Tetrahidrocoptizina
- Stilopina
- Protopina
- α- allocriptopina
- Magnoflorina
- Sparteina
- Alți constituienți: acid chelidonic, saponozide, carotenoide, substante rezinoase, ulei volatil (în urme), flavonozide, taninuri, acid nicotinic, nicotinamida.

## Activitate farmacologică

### Acțiune antivirală
Studii in vitro au demonstrat faptul că extractul alcoolic din rostopască are proprietăți antivirale  (35 μg/ml) și virucidă asupra virusului Herpes simplex. Alcaloizii benzofenantridinici și protoberberinici au fost testați pentru inhibarea reverstranscriptazei, activității ARN-ului virușilor tumorali. Inhibarea activității revers transcriptazei a fost corelată cu structura și activitatea antileucemică a alcaloizilor protoberberinici. Grupurile fenolice și metoxi privind structura alcaloizilor benzofenantridinici sunt importante pentru activitatea anti-RT, astfel că alcaloizii prezintă activități foarte diferite. Prezența în moleculă a azotului cuaternar este de asemenea necesar pentru activitatea anti-RT. Compuși precum chelidonina care nu prezintă azot cuaternar prezintă o activitate foarte slabă împotriva virușilor ARN tumorali. Chelidonina prezintă o activitate inhibitoare scăzută asupra revers transcriptaza  virusului imunodeficienței dobândite de tip I (IC50 aproximativ 200 µg/ml) în timp ce berberina  prezintă o activitate moderată împotriva aceleiași enzime(IC50 aproximativ 100 µg/ml). Extractul de rostopasca a prezentat o acțiune antivirală și într-un studiu in vivo realizat pe șoareci infectați cu virus gripal, însă numai în cazul în care cantitatea de virus administrată a fost una redusă.

### Acțiune antitumorală
Efectul potențial antiploriferativ al extractului de rostopasca a fost supus unui studiu  in vitro pe  linii de celule keratocite (celule HaCaT) cu  înmulțire  rapidă. O concentrație de 0,68 % alcaloid, estimat în chelidonina a inhibat creșterea celulelor HaCaT cu o valoare IC50 de 1,9µmol/l. sanguinarina, cheleritrina și chelidonina au dat o valoare IC50 de 0,3; 3,2  și 3,3µmol/l. Activitatea citotoxică a chelidonina, sanguinarina și berberina a fost testată și pe culturi de celule HeLa observându-se o acțiune inhibitoare semnificativă.  Efectul antitumoral a fost demonstrate  in vivo și pe linii de celule sarcom 180 și carcinom Erlich, observându-se o ușoară activitate inhibitoare.
A fost demonstrat  faptul că un extract din rostopasca conținând chelidonina are proprietatea de a anula în cazul mai multor linii celulare canceroase, proprietatea celulelor maligne de a-și dezvolta o rezistență la tratamentul medicamentos, prin interactiunea cu: transportorii ABC, CYP3A4 și  GST, prin inducerea apoptozei și efectele citotoxice.
Acțiunea chelidonina a fost testată in vitro pe linii de celule HepG2 asupra cărora chelidonina are o acțiune apoptoza după 24 de ore. În timp real datele RT-PCR au arătat faptul că expresia PGP a crescut de aproximativ trei ori în cazul celulelor HepG2 tratate cu chelidonina în comparație cu celulele de control netratate. De asemenea activitatea telomeraza a fost redusă semnificativ după administrarea unor doze foarte mici de chelidonina. Tratarea repetată a celulelor cu doze foarte mici de  chelidonina a cauzat o scădere a ratei de creștere de patru săptămâni.

### Acțiune analgezică
Acțiunea analgezică a extractului de rostopască implica mecanismele GABA-ergice din sistemul nervos și a receptorilor pentru glicină.

## Indicații terapeutice
Acnee, afecțiuni hepato-biliare, afecțiuni digestive, afecțiuni intestinale, afecțiunile splinei, angină pectorală, angiocolite, artrită, astm bronhic, arterioscleroză cerebrală, atonie vezicală, bătături, blefarită, boli de ficat, boli de piele persistente, cataractă, catar bronșic, cancer, cancerul pielii și tumori exteriorizate, calculoză biliară, cefalee, chelie, cheratită, chisturi, chist ovarian, ciroză hepatică, colecistită, colesterol crescut, colici biliare, constipație atonă, dischinezie biliară, dispepsie, dureri de ficat, eczeme infecțioase, epidermofiție, faringită, febră intermitentă, fibrom uterin, fistule, gastrită, greață, gută, hepatită cronică, hepatită
virală (A, B, C), herpes rebel bucal și genital, hipertensiune arterială, hipermetropie, hirsutism, icter, indigestie, infecții cronicizate ale pielii, infecții genitale (cu papiloma-candidatrichomonas), infecții în gât, infecții intestinale, inflamații cronice ale ochilor, inflamații intestinale, insomnie, insuficiență cardiacă, isterie, laringită, lipomatoză, litiaze biliare, lupus, migrenă, migrenă biliară, negi, neliniște, nevroze, ochi obosiți, panarițiu, pancreatita, parazitoze intestinale, pete pe cornee, pilozitate excesivă, psoriazis, răni infectate, reumatism, spasme intestinale,tahicardie, tuberculoză, tumori exteriorizate, tuse spastică sau convulsivă, ulcer duodenal, ulcer varicos (plăgi atone, vechi), ulcerații cronice ale ochilor, vegetații veneriene.

## Precauții și contraindicații
Supradozarea poate provoca gastroenterita, tuse, probleme respiratorii, spasme digestive. Dozele mari pot provoca paralizie temporară și tulburări cardiace.

## Interacțiuni
Rostopasca (Chelidonium majus) sau preparatele care conțin această plantă pot interacționa cu medicamentele.
- Preparatele care conțin rostopască pot crește prin mecanisme necunoscute efectul următoarelor medicamente: dextroamfetamină, hexobarbital, metamfetamină, morfină. De asemenea acestea pot crește activitatea următoarelor medicamente prin sinergism farmacodinamic: furazolidonă, linezolid, mocoblemid, procarbazina,
- Preparatele pe bază de rostopască pot scădea acțiunea unor medicamente prin antagonism farmacodinamic: duloxetina, escitalopram, fluoxetina, milnacipran, nefazodona, paroxetina, sertalina, trazodona, venlafaxina.[3]

## Contraindicații
Această plantă nu se va administra copiilor sub 12 ani, femeilor gravide sau care alăptează.